# Jurjivský rajón
Jurjivský rajón (ukrajinsky Юрївський район) byl rajón v Dněpropetrovské oblasti na Ukrajině. Hlavním městem byla Jurjivka a rajón měl přibližně 13 tisíc obyvatel. 

## Sídla v rajónu
- Jurjivka